# Rue Rossini
Rue Rossini är en gata i Quartier du Faubourg-Montmartre i Paris 9:e arrondissement. Gatan är uppkallad efter den italienske operatonsättaren Gioacchino Rossini (1792–1868). Rue Rossini börjar vid Rue de la Grange-Batelière 19 och slutar vid Rue Laffitte 26–30. Gatan namngavs i mars 1850.

## Bilder
| - Gatuskylt. - Gioacchino Rossini. - Notre-Dame-de-Lorette. - Saint-Eugène-Sainte-Cécile. |

## Omgivningar
- Notre-Dame-de-Lorette
- Saint-Eugène-Sainte-Cécile
- Passage Verdeau
- Rue Drouot
- Rue Chauchat
- Rue Le Peletier

## Kommunikationer
- Tunnelbana – linje  – Le Peletier
- Tunnelbana – linjerna   – Richelieu–Drouot
- Busshållplats Richelieu – Drouot – Mairie du 9e – Paris bussnät, linjerna 74 85

### Webbkällor
- ”Rue Rossini”. Mairie de Paris. https://web.archive.org/web/20190905053134/http://www.v2asp.paris.fr/commun/v2asp/v2/nomenclature_voies/Voieactu/8337.nom.htm. Läst 9 mars 2022.
- ”La rue Rossini”. Les rues de Paris. https://web.archive.org/web/20180103010323/http://www.parisrues.com/rues09/paris-09-rue-rossini.html. Läst 9 mars 2022.